# Сахта
Сахта, иначе Сохта — река в России, протекает по Ивановской области. Устье реки находится в 21 км по правому берегу реки Ухтома. Длина реки составляет 32 км, площадь водосборного бассейна — 238 км². Исток — в одноимённом болоте Сахта, расположенном на границе Ильинского района Ивановской области и Ярославской области.
Имеет приток — реку Ирмис (Ирмеза) (левый).

## Данные водного реестра
По данным государственного водного реестра России относится к Окскому бассейновому округу, водохозяйственный участок реки — Нерль от истока и до устья, речной подбассейн реки — бассейны притоков Оки от Мокши до впадения в Волгу. Речной бассейн реки — Ока.
Код объекта в государственном водном реестре — 09010300812110000032470.